# 9326 Ruta
9326 Ruta è un asteroide della fascia principale. Scoperto nel 1989, presenta un'orbita caratterizzata da un semiasse maggiore pari a 2,7904228 UA e da un'eccentricità di 0,0451416, inclinata di 5,25278° rispetto all'eclittica.
Fa parte della famiglia di asteroidi Hoffmeister.
Il nome ricorda il genere di piante della famiglia delle Rutacee.